# Apostolache
Apostolache é uma comuna romena localizada no distrito de Prahova, na região de Muntênia. A comuna possui uma área de 20.27 km² e sua população era de 2312 habitantes segundo o censo de 2007.